# Muireadhach II (comte de Menteith)
Muireadhach II de Menteith (également connu sous le nom de Murethach, Murdoch ou même Maurice) règne entre 1213 et 1231, 

## Biographie
Muireadhach [II] il est le 3e Mormaer connu de Menteith. Il obtient le Mormaerdom en contestant les droits du précédent Mormaer, son frère aîné et homonyme Muireadhach, devenu ensuite Muireadhch Mór (en français, l'aîné). Le conflit semble avoir fait l'objet d'un arbitrage du roi qui confirme les droits de Muireadhach Óg (en français le Jeune). Le 13 décembre 1213, Muireadhach Mór résigne le Mormaerdom, en ne gardant que quelques petits domaines et titres comme compensation. Richard Oram impute cette dépossession à la volonté de maintenir la possibilité d'une transmission en ligne masculine du fief 
Muireadhach Óg est l'un des sept mormaers présents lors du couronnement du roi Alexandre II d'Écosse en 1214, et il accompagne le cortège funèbre de son père et prédécesseur, le roi Guillaume le Lion. Muireadhach Óg apparaît de nouveau en compagnie du souverain en 1224, dans une charte signée à Stirling faisant donation de droits à l'abbaye de Paisley. Dans un document daté de 1226, Muireadhach est dénommé « Sheriff de Stirling ». Il ne laisse pas de fils légitime mais deux filles , Isabelle (Iosbail), qui épouse un Walter Comyn, et Marie (Màire), qui épouse un Stuart et qui toutes deux seront successivement comtesses de leur propre droit. Muireadhach meurt avant janvier 1234, lorsque son successeur apparaît avec le titre comtal pour la première fois.

## Source de la traduction
- (en) Cet article est partiellement ou en totalité issu de l’article de Wikipédia en anglais intitulé « Muireadhach II, Earl of Menteith » (voir la liste des auteurs).